# چارلی دیوید
چارلز دیوید لوبینستکی (انگلیسی: Charles David Lubiniecki؛ زادهٔ ۹ اوت ۱۹۸۰) بازیگر، کارگردان فیلم، تهیه‌کننده فیلم و راوی اهل کانادا است.
از فیلم‌ها یا مجموعه‌های تلویزیونی که وی در آن‌ها نقش داشته‌است، می‌توان به بتی بی‌ریخته و عروس را ببوس اشاره نمود.